# 다람쥐속
다람쥐속(Chipmunk, Tamias)은 설치류 분류군의 하나이다. 25종이 속해 있다. 등에 줄무늬가 있어 '줄무늬다람쥐', '얼룩 다람쥐'라고 부르기도 한다. 최근 시베리아다람쥐(다람쥐)는 시베리아다람쥐속(Eutamias)으로 재분류되었다,

## 하위 종
- 네오타미아스아속 또는 네오타미아스속 (Neotamias) - 23종 포함
- 다람쥐아속 또는 시베리아다람쥐속 (Eutamias)
  - 다람쥐 또는 시베리아다람쥐 (Eutamias sibiricus)
- 동부다람쥐아속 또는 동부다람쥐속 (Tamias)
  - 동부다람쥐 또는 줄무늬다람쥐, 줄다람쥐 (Tamias striatus)